# Saint-Julien-en-Champsaur
Saint-Julien-en-Champsaur é uma comuna francesa na região administrativa da Provença-Alpes-Costa Azul, no departamento de Altos-Alpes. Estende-se por uma área de 10,04 km². Em 2010 a comuna tinha 366 habitantes (densidade: 36,5 hab./km²).